# Casuariiformes
Ordre
Synonymes
- Casuari[1]
- Casuarii[1]

Les Casuariiformes sont un ordre de grands oiseaux inaptes au vol. Cet ordre est constitué de deux familles.

## Liste des familles
Selon la classification du Congrès ornithologique international (version 15.1, 2025) :
- famille Casuariidae
  - genre Casuarius Brisson, 1760
    - Casuarius casuarius (Linnaeus, 1758) – Casoar à casque
    - Casuarius bennetti Gould, 1857 – Casoar de Bennett
    - Casuarius unappendiculatus Blyth, 1860 – Casoar unicaronculé

  - genre Dromaius Vieillot, 1816
    - Dromaius novaehollandiae (Latham, 1790) – Émeu d'Australie